# Senostoma simulcercus
Senostoma simulcercus là một loài ruồi trong họ Tachinidae.